# 563
El 563 (DLXIII) fou un any comú començat en dilluns del calendari julià.

## Esdeveniments
- Condemna del priscil·lianisme.
- Els japonesos abandonen Corea.

## Naixements
- Neix Khindasvint, futur rei dels visigots (r. 642-653).